# Beníkovice
Beníkovice (německy Penketotz) jsou zaniklá ves na území vojenského újezdu Boletice v okrese Český Krumlov.

## Historie
První písemná zmínka o vesnici pochází z roku 1423. Ves byla do zavedení obecního zřízení v polovině 19. století součástí českokrumlovského panství. Potom byla osadou obce Hořičky. V roce 1930 zde stálo 14 domů a žilo zde 110 obyvatel. V letech 1938 až 1945 byly Beníkovice v důsledku uzavření Mnichovské dohody přičleněny k nacistickému Německu. Po 2. světové válce se Beníkovice staly součástí vojenského újezdu Boletice; jsou v nepřístupném prostoru, je zde střelnice..